# Castrul roman de la Gherla
Castrul roman de la Gherla a existat în partea sudică a orașului de azi, în stânga șoselei ce duce spre Cluj-Napoca.

## Istoric
Castrul a fost construit pe drumul ce lega Napoca de Porolissum. Cercetările arheologice arată că aici a staționat unitatea de cavalerie romană Ala a II-a Pannoniorum.
În anul 1961 s-a descoperit pe teritoriul fostului castru o diplomă militară eliberată la 2 iulie 133, sub domnia împăratului Hadrian, aparținând soldatului Sepenestus Cornon fiul lui Rivus, care amintește de Dacia Porolissensis ca unitate administrativă.
În anul 1971 s-a descoperit o altă diplomă datată 10 august 123, aparținând soldatului Glavus al lui Navatus din Sirmius care face referiri la existența Daciei Porolissensis, fiind amintit și numele împăratului Hadrian.